# Robin McClintock
 (juillet 2023).
 (juillet 2023).
Si vous disposez d'ouvrages ou d'articles de référence ou si vous connaissez des sites web de qualité traitant du thème abordé ici, merci de compléter l'article en donnant les références utiles à sa vérifiabilité et en les liant à la section « Notes et références ».
Pour les articles homonymes, voir McClintock.
Pas d'image ? Cliquez ici

a Compétitions nationales et continentales officielles uniquement.

b Matchs officiels uniquement.
Dernière mise à jour le 5 août 2025.
Robin McClintock, né le 1er février 2002 à Sainte-Colombe, est un joueur français de rugby à XV qui évolue principalement au poste de centre au Biarritz olympique Pays basque en Pro D2.

## Biographie
Robin McClintock naît le 1er février 2002 à Sainte-Colombe. Il suit les traces de son père Richard McClintock, joueur puis entraîneur et sélectionneur et commence à jouer au rugby à l'ARCOL Rugby à partir de 2008, avant de rejoindre le LOU Rugby à l'âge de 15 ans. Il y fait toute sa formation jusqu’à ses 18 ans et remporte le titre de champion de France Gaudermen en 2017. Il quitte Lyon pour rejoindre le centre de formation de l'Aviron bayonnais lors de la saison 2020-2021.
Par la suite il évolue au cours de deux saisons au sein du centre de formation du Montpellier HR ; il fait partie du groupe professionnel et est amené à être réserviste lors de plusieurs rencontres sans jamais avoir l’opportunité de jouer.
Le 27 janvier 2022, il est retenu par l'équipe d'Ecosse des moins de 20 ans pour participer au Tournoi des Six Nations des moins de 20 ans 2022. Titulaire lors de la première journée, où son équipe s'impose contre l'Angleterre, il s'impose comme titulaire et leader de son équipe pour la suite du tournoi. Par ailleurs, il prend au cours de la compétition la responsabilité du tir au but où il finira meilleur réalisateur au pourcentage (100%).
À la fin de cette saison 2022-2023, il signe un contrat avec le Biarritz olympique Pays basque jusqu'en 2025. Il dispute son premier match en professionnel lors de la deuxième journée de Pro D2, le 25 juillet 2023, contre le Valence Romans DR.

## Palmarès
- Vainqueur du championnat de France Gaudermen en 2017 avec le LOU Rugby.